# Haplochromis macrocephalus
Haplochromis macrocephalus е вид лъчеперка от семейство Цихлиди (Cichlidae). Видът е световно застрашен, със статут Уязвим.

## Разпространение
Видът е ендемичен за езерото Виктория, Централна Африка.